# Pico Ruivo
Pico Ruivo (česky červený kopec) je nejvyšší hora ostrova Madeira, která leží v okresu Santana. S výškou 1862 m n. m. je třetí nejvyšší horou Portugalska - po Ponta do Pico (2351 m) na Azorách a Torre (1993 m), která se nachází v kontinentálním Portugalsku.
Pod vrcholem Pico Ruivo se nachází horská chata Casa do Abrigo, nabízející občerstvení. U chaty je přístupný kohoutek s vodou a záchody. Výhled bývá v odpoledních hodinách zakryt mlhou.

## Přístup
Přístup na vrchol Pico Ruivo je možný jen po turistických stezkách a to ze tří směrů:
- Z parkoviště na Achada do Teixeira. Tato cesta je nejkratší a nejméně náročná. V celé délce 2,8 km (v jednom směru) vede dlážděný chodník (na několika místech jsou schody).

- Cesta z Pico do Arieiro zabere v jednom směru nejméně 2 hodiny a je fyzicky náročná.

- Z průsmyku Encumeada se na Pico Ruivo dostanete po 6 hodinách náročného výstupu.

## Galerie

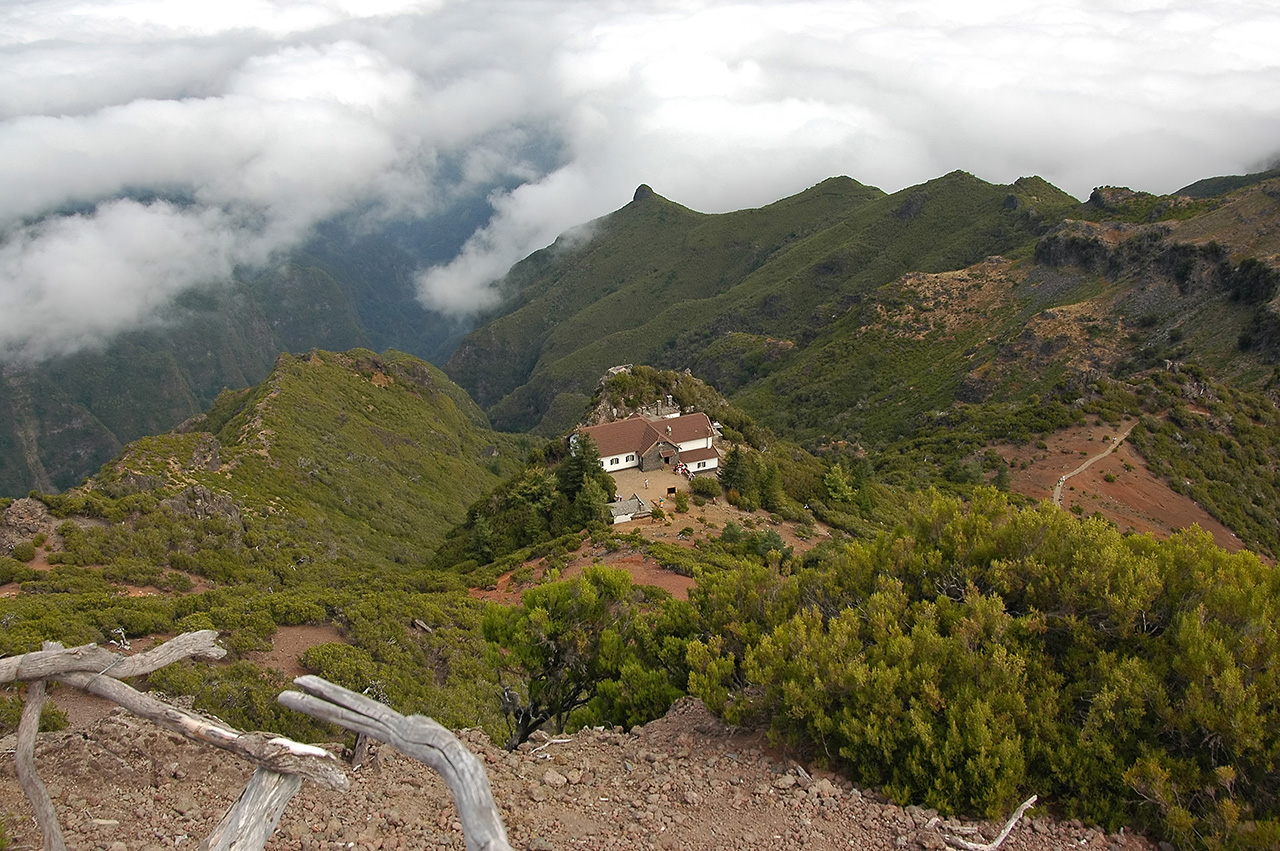
Chata pod vrcholem
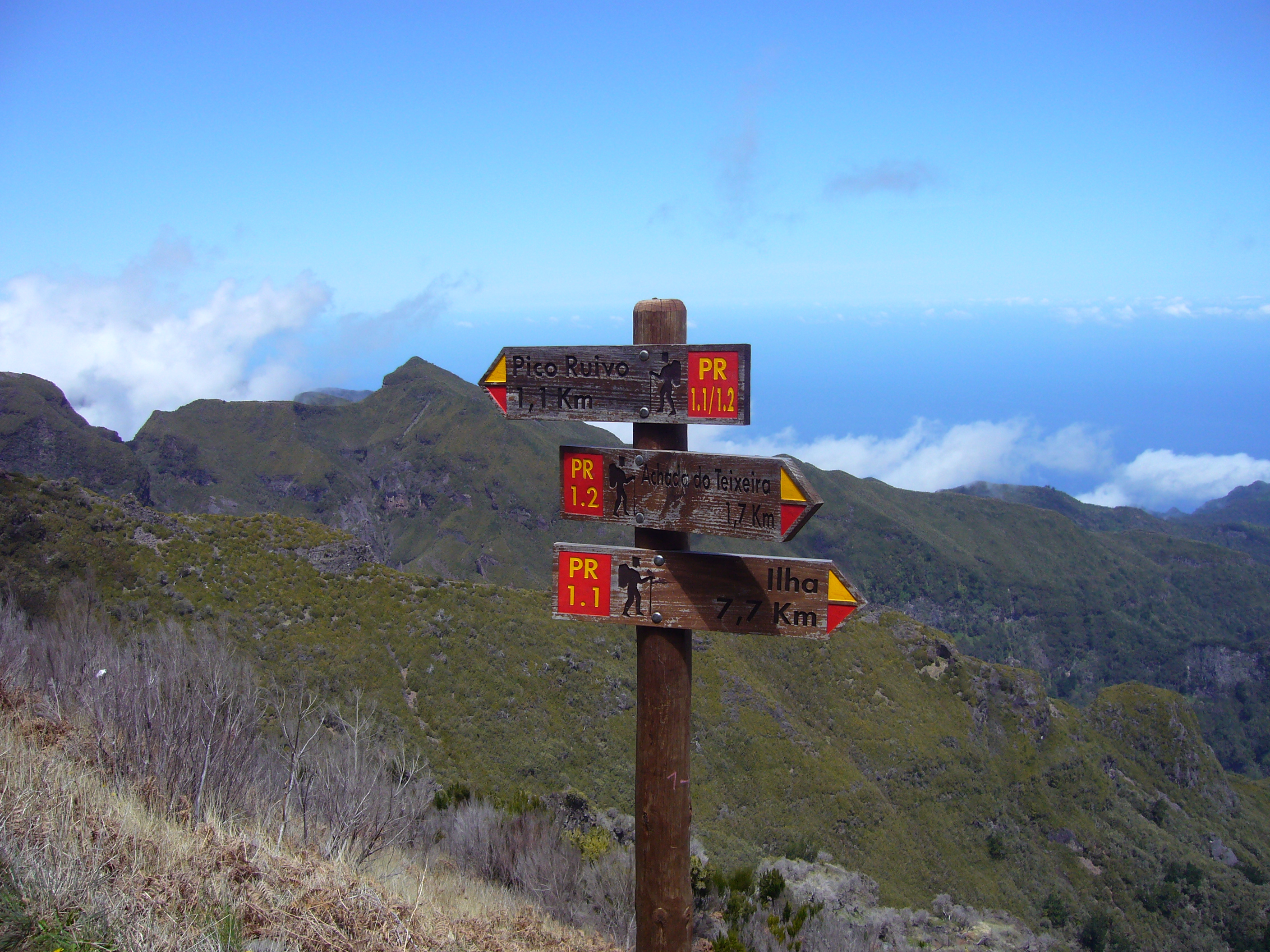
Na cestě k Pico Ruivo
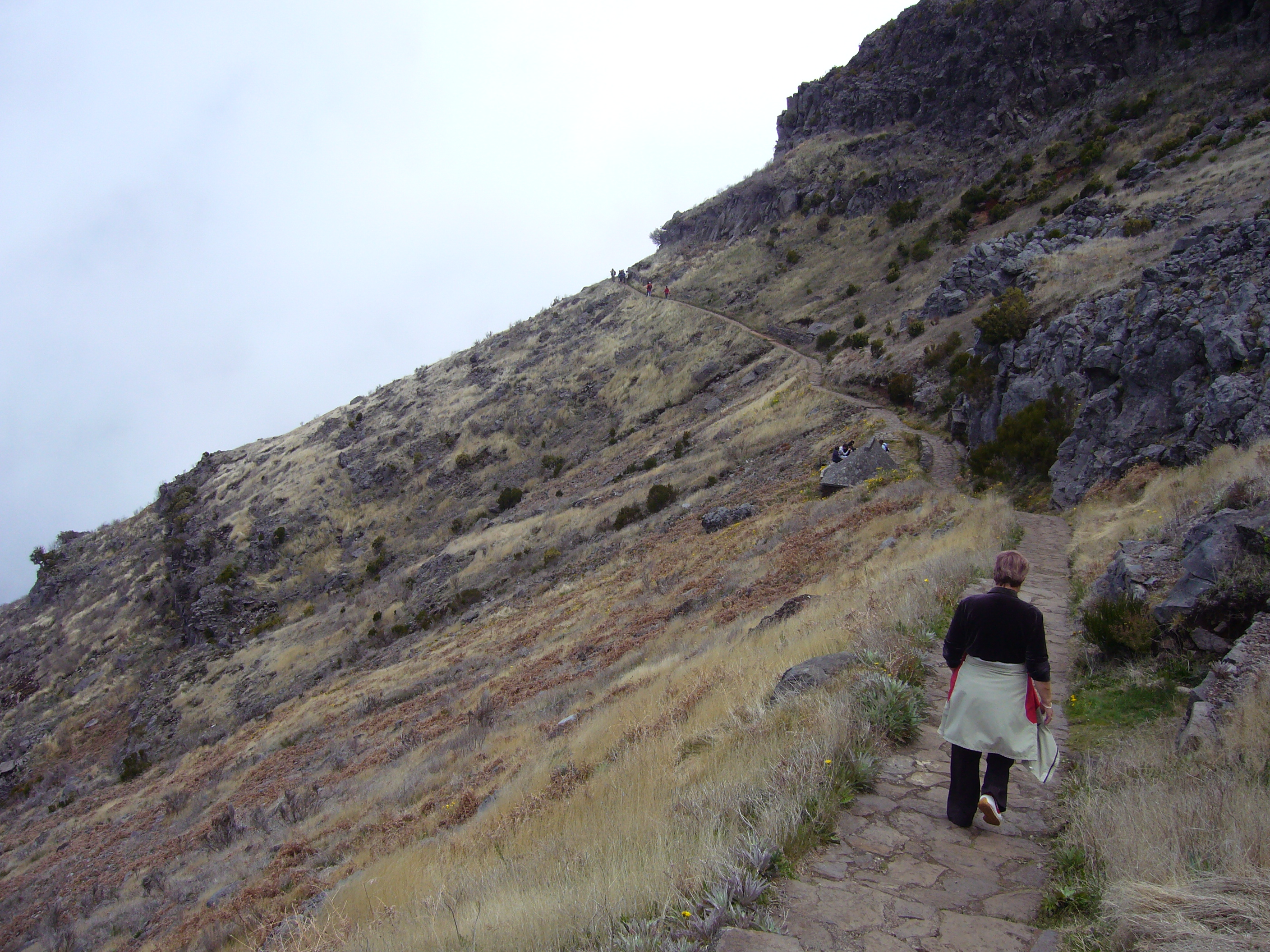
Cesta z Achada Texeira
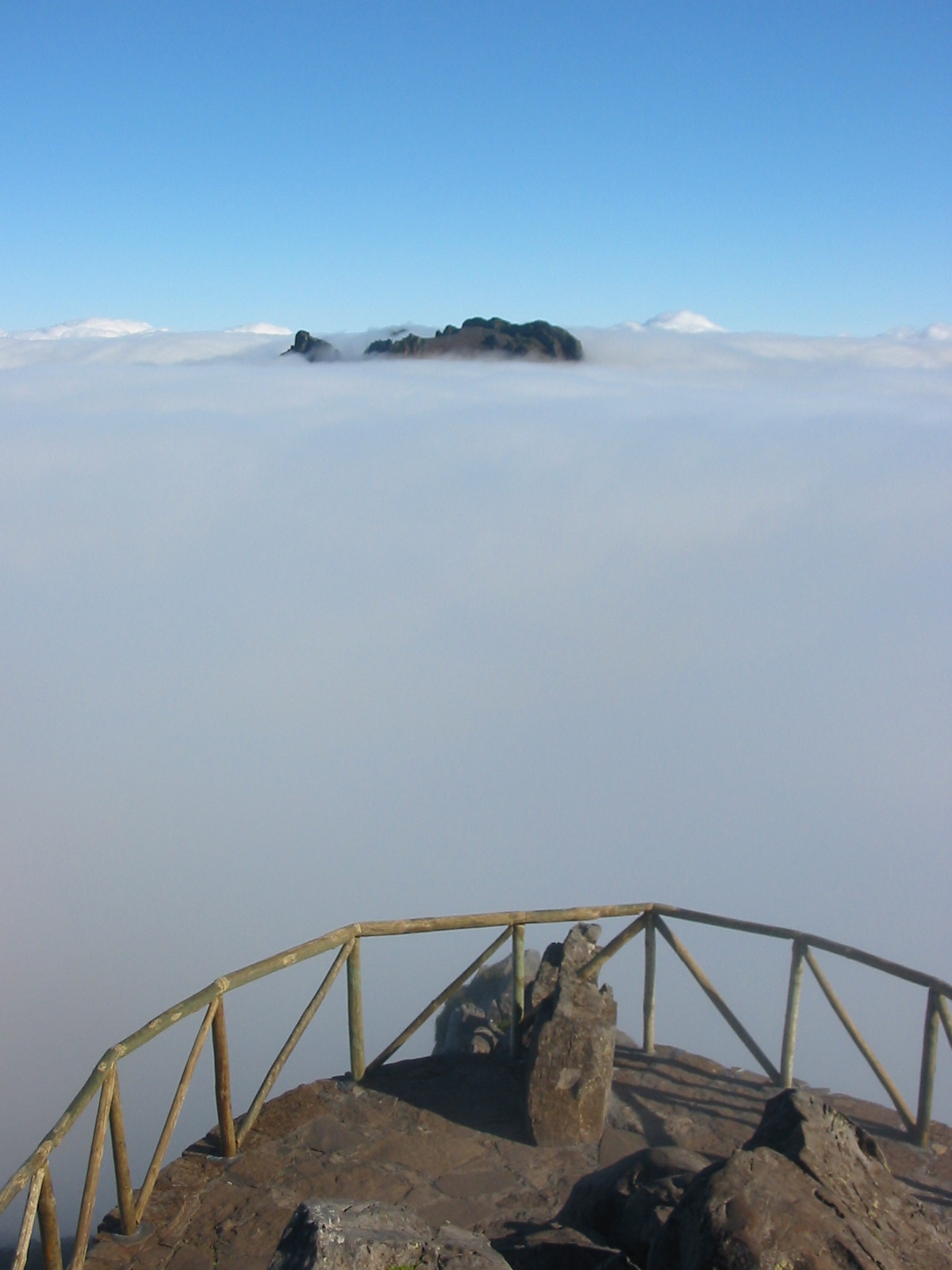
Pico Ruivo v mracích